# Михренгиз Кадын-эфенди
Михренги́з Кады́н-эфе́нди (тур. Mihrengiz Kadın Efendi), также Михренги́с Кады́н-эфе́нди (15 октября 1869, Адапазары или Сочи — 12 декабря 1938, Александрия) — вторая жена (кадын-эфенди) Мехмеда V Решада и мать шехзаде Омера Хильми-эфенди.

## Биография
Турецкий историк Недждет Сакаоглу предполагал, что родилась Михренгиз в 1869 году в Адапазары. Турецкий мемуарист Харун Ачба и османист Энтони Олдерсон указывают датой её рождения 15 октября 1869 года. Ачба также отмечает, что хотя официальным местом рождения Михрингиз был Адапазары, в действительности она родилась на территории Сочи и прибыла в Османскую империю вместе с семьёй во время русско-турецкой войны 1877—1878 годов. Никаких данных о происхождении Михренгиз не сохранилось, кроме того, что она была из убыхской семьи, при рождении получила имя Фатьма и имела брата Ибрагима. Согласно Ачбе, девочку во дворец привела одна из соотечественниц.
Согласно Сакаоглу, Михренгиз попала в гарем Мехмеда V Решада в 1886 году, когда он находился в статусе престолонаследника. Согласно Ачбе, во дворце девушка получила хорошее образование и научилась играть на пианино. Олдерсон и Ачба указывают, что Михренгиз стала женой будущего султана 4 апреля 1887 года. Сакаоглу отмечает, что первоначально она носила титул третьей жены (кадын-эфенди), однако после смерти Дюрриаден Кадын-эфенди в 1909 году она получила титул второй жены. Турецкий историк Чагатай Улучай называет её второй женой, указывая в списке перед Дюрриаден. Ачба также называет её второй женой, однако указывает её после Дюрриаден. В браке Михренгиз и Решада родился только один ребёнок — шехзаде Омер Хильми-эфенди (1888—1935).
Сафие Унювар, учительница султанских детей, писала, что в первый её визит в гарем Михренгиз Кадын-эфенди с сыном находилась в загородном поместье и вернулась во дворец Долмабахче только ближе к зиме. В первый день после возвращения Сафие договорилась о встрече с Михренгиз и так описала это событие: «Все кадын были тучными, за исключением четвёртой. Не буду скрывать, я и подумать не могла, что она настолько худая. Как я потом узнала, последние годы ей всё время нездоровилось. Когда я вошла, вежливая и милая кадын-эфенди с шехзаде стояли. Сама она присела на диван, её сын — на кресло, а мне указали присесть на стул. Пиялеру-калфа присела рядом со мной на высокую подушку. После обычного вступления кадын-эфенди поинтересовалась учебной программой. После революции [провозглашения республики] вторая кадын-эфенди с сыном Омером Хильми-эфенди уехали в Египет, она умерла в Искендерие». Улучай также пишет, что в последние годы Михренгиз часто болела. Ачба же указывает, что частые болезни начались у Михренгиз после рождения сына, поскольку она была очень чувствительной.
Став женой наследника, Михренгиз разыскала свою семью. Своего брата Ибрагима она взяла во дворец, где он получил место при дворе Мехмеда Решада и в дальнейшем, когда Решад стал султаном, Ибрагим занимал должность его третьего секретаря. Когда скончалась первая жена Ибрагима Хайрие-ханым, Михренгиз выдала за него одну из своих приближённых девушек Демсан-ханым. Помимо заботы о своей семье Михренгиз занималась благотворительностью, в частности она оказывала помощь Женскому обществу Турецкого Красного Полумесяца, председателем которого была первая жена Решада Камурес Кадын-эфенди.
В 1918 году среди прочих Михренгиз принимала в гареме австрийскую императрицу Циту и произвела на неё хорошее впечатление.
После смерти супруга в 1918 году Михренгиз переехала во дворец сына и оставалась там до 1924 года. Согласно Сакаоглу, покинув вместе с сыном Турцию во время принудительной депортации Династии в 1924 году, Михренгиз провела 15 лет в Париже, а во время Второй мировой войны перебралась в египетскую Александрию. Однако Улучай и Ачба пишут, что в Александрию Михренгиз с сыном отбыла сразу после того, как покинула Турецкую республику. Омер Хильми скончался в 1935 году, Михренгиз умерла три года спустя. Ачба указывает точную дату смерти: 12 декабря 1938 года. Тело Михренгиз было захоронено в усыпальнице египетского принца Омера Тосуна Паши в Каире.